# Ngusikan (plaats)
Ngusikan is een bestuurslaag in het regentschap Jombang van de provincie Oost-Java, Indonesië. Ngusikan telt 2772 inwoners (volkstelling 2010).